# 梅田神明宮
梅田神明宮（うめだしんめいぐう）は、東京都足立区梅田にある神社である。

## 由緒
言い伝えによれば、宝暦十二年（1762年）の江戸大火の直後、当時地主神が祀られていた現在の境内に奉斎されたとされる。天保十一年（1840年）に井上正鐵が奉仕して息の行法を以て神道の極意を伝えた禊教発祥の霊場。

## 祭神
- 天照皇大神
- 井上正鐵霊神

## 祭祀・信仰
- 例祭日、4月15日